# Талларико, Томми
Томми Ви. Талларико (англ. Tommy Tallarico; род. 18 февраля 1968 года) — американский композитор, работавший над саундтреками к компьютерным играм. Он и его компания Tommy Tallarico Studios работали над несколькими видеоиграми с 1990-х годов.
В 2020 году внимание Талларико привлёк тот факт, что принадлежащий ему звуковой эффект из игры Messiah, над которой работала Tommy Tallarico Studios, был использован без разрешения в видеоигре Roblox. Это привело к юридическому спору, который закончился в 2022 году удалением звукового эффекта из игры.

## Карьера
С 1991 года он принял участие в создании музыки к более чем 90 играм, среди которых серия Earthworm Jim, Treasures of the Deep, Color a Dinosaur, Messiah, MDK, Demolition Racer, Wild 9, Unreal, Cool Spot, Spot Goes to Hollywood, Robocop versus the Terminator, Maximo, Pac-Man World 20th Anniversary, Out of This World, Prince of Persia, 007:Tomorrow never dies , Tony Hawk’s Pro Skater и Advent Rising. За работу над этими саундтреками Томми Талларико получил более 25 наград в номинациях за лучшие саундтреки к видеоиграм.

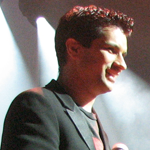
Томми Талларико на Video Games Live в Торонто, 2006 г.

В 1994 году Томми выпустил компакт-диск со своей музыкой — «Virgin Games: Greatest Hits, Vol. 1». Вторая часть была выпущена в 1997 году.
В 1994 году он основал Tommy Tallarico Studios и Game Audio Network Guild (G.A.N.G.), президентом которой является с 2002 года. Также, он является одним из организаторов, и сопродюсеров телевизионных шоу Electric Playground и Reviews on the Run (ранее Judgment Day на канале G4). Талларико является одним из создателей, исполнительным продюсером и ведущим Video Games Live.
В ноябре 2022 года британский ютубер Харри "Hbomberguy" Брюис опубликовал видео-эссе с критикой Талларико, в котором ставились под сомнение различные заявления, сделанные им относительно его карьеры и достижений, которые Брюис счел вводящими в заблуждение или сомнительными.

## Личная жизнь
Талларико вырос в Массачусетсе и переехал в штат Калифорния в 1991 году. Имеет двойное гражданство США и Канады.
Во время интервью Талларико признался, что никогда в жизни не употреблял алкоголь, табак или наркотики. В декабре 2010 года он объявил, что он веган.
Томми Талларико — кузен Стивена Тайлера, вокалиста группы «Aerosmith».

## Работы

### Композитор
Компьютерные игры
- 1991 — The Terminator (Sega CD version)
- 1993 — Color a Dinosaur
- 1993 — Cool Spot
- 1993 — Disney’s Aladdin
- 1994 — The Jungle Book
- 1994 — Earthworm Jim
- 1995 — Madden NFL 96
- 1995 — Earthworm Jim 2
- 1997 — MDK
- 1997 — Caesars Palace
- 1998 — Beavis and Butt-head Do U
- 1998 — WarGames: Defcon 1
- 1998 — Wild 9
- 1999 — Beavis and Butt-head: Bunghole in One
- 1999 — Test Drive 6
- 1999 — Pac-Man World
- 1999 — 007: Tomorrow Never Dies (игра)
- 2000 — Messiah
- 2000 — Spider-Man
- 2000 — NFL Blitz 2001
- 2000 — Evil Dead: Hail to the King
- 2002 — Bloodrayne
- 2002 — Judgment Day ТВ сериал
- 2002 — Scooby-Doo: Night of 100 Frights
- 2003 — Devastation
- 2004 — The Bard’s Tale
- 2005 — Advent Rising
- 2006 — Snoopy vs. The Red Baron
- 2007 — Electric Playground (Episode 17.1) ТВ сериал
- 2008 — Sonic and the Black Knight

### Саунд-дизайн
Компьютерные игры
- 1989 — Prince of Persia
- 1991 — Another World
- 1992 — Batman: Revenge of the Joker (звук)
- 1993 — Cool Spot (звуковые эффекты)
- 1993 — Color a Dinosaur (звук)
- 1993 — Aladdin (звуковые эффекты, звук)
- 1993 — RoboCop vs. the Terminator (звуковые эффекты, режиссёр)
- 1994 — The Jungle Book (звуковые эффекты)
- 1994 — Demolition Man
- 1995 — Madden NFL 96
- 1995 — Earthworm Jim 2 (звук)
- 1996 — Mortal Kombat Trilogy (микширование)
- 1996 — Powerslave
- 1996 — Battle Arena Toshinden 3
- 1997 — Rampage: World Tour (микширование)
- 1997 — MDK
- 1997 — Clayfighter 63 1/3
- 1997 — Caesars Palace
- 1998 — Beavis and Butt-head Do U.
- 1998 — WarGames: Defcon 1 (звуковые эффекты)
- 1998 — Wild 9
- 1999 — Jeff Gordon XS Racing
- 1999 — Beavis and Butt-head: Bunghole in One
- 1999 — Pro Skater
- 1999 — Demolition Racer
- 1999 — Test Drive 6
- 1999 — Pac-Man World (звук)
- 2000 — NFL Blitz 2001
- 2000 — Evil Dead: Hail to the King
- 2000 — Sacrifice (звуковые эффекты)
- 2000 — WWF SmackDown! 2: Know Your Role
- 2000 — ESPN NBA 2Night (редактор диалогов)
- 2001 — T.J. Lavin’s Ultimate BMX
- 2001 — Time Crisis: Project Titan
- 2001 — Test Drive Off-Road Wide Open
- 2001 — Twisted Metal Small Brawl
- 2002 — Maximo: Ghost to Glory
- 2002 — Scooby-Doo: Night of 100 Frights (редактор диалогов)
- 2002 — Metroid Prime
- 2003 — War of the Monsters
- 2003 — Aquaman: Battle for Atlantis
- 2003 — SpyHunter 2 (саунд-дизайн)
- 2004 — Unreal Tournament 2004
- 2004 — The X Files: Resist or Serve (звукорежиссёр)
- 2004 — The Bard’s Tale (саунд-дизайн)
- 2004 — Metroid Prime 2: Echoes
- 2004 — Fight Club
- 2004 — The Incredibles
- 2004 — The SpongeBob Squarepants Movie
- 2006 — Snoopy vs. the Red Baron

### Альбомы
- 1994 — Virgin Games Greatest Hits, Vol. 1
- 1996 — Games Greatest Hits, Vol. 2
- 2006 — Earthworm Jim Anthology
- 2008 — Video Games Live – Level 1
- 2010 — Video Games Live – Level 2
- 2011 — Play for Japan: The Album
- 2014 — Video Games Live – Level 3
- 2015 — Video Games Live – Through Time and Space: Chrono Piano Album
- 2015 — Video Games Live – Level 4
- 2016 — Video Games Live – Zelda Majora's Mask Piano Album
- 2016 — Video Games Live – Level 5
- 2018 — Video Games Live – Level 6